# 环皮包属
环皮包属（学名：Cycloderma）是地星科下的一个属。

## 下属物种
本属包括以下物种：
- Cycloderma depressum Pat.
- 印度环皮包 Cycloderma indicum Klotzsch
- Cycloderma platysporum Cooke & Massee